# Catalogo Biamonti
Il Catalogo Biamonti è un catalogo delle opere di Ludwig van Beethoven, curato dal musicologo italiano Giovanni Biamonti. Pubblicato nel 1968, rappresenta sino ad oggi l'esperimento editoriale più ampio di classificazione dell'archivio beethoveniano. Oltre a comprendere i 138 numeri d'Opus, i 205 WoO del Catalogo Kinsky/Halm, i 335 numeri del Catalogo Hess, già precedentemente catalogati, Biamonti include una importante appendice di revisione ai tre cataloghi cosiddetti ufficiali, corredandoli di un proprio personale catalogo comprendente tutti gli ulteriori frammenti, abbozzi non utilizzati, appunti, spunti, accenni musicali vari inutilizzati sparsi nelle lettere, nei fogli d'album, nei quaderni di abbozzi e nei quaderni di conversazione conosciuti al momento della sua pubblicazione.
Sotto questo profilo Biamonti nel suo catalogo risulta un tantino più radicale dello stesso Hess, introducendo un'idea più allargata e flessibile del concetto di opera musicale non necessariamente compiuta, bensì di indubbia utilità ai fini dello studio del processo compositivo del musicista.